# 2541 Edebono
2541 Edebono este un asteroid din centura principală, descoperit pe 27 februarie 1973 de Luboš Kohoutek.